# Posse II - La banda dei folli
Posse II - La banda dei folli (Los Locos) è un film del 1997 diretto da Jean-Marc Vallée. È stato distribuito sul mercato internazionale come seguito di Posse - La leggenda di Jessie Lee, sebbene i due film non abbiano legami.